# Cláudia R. Sampaio

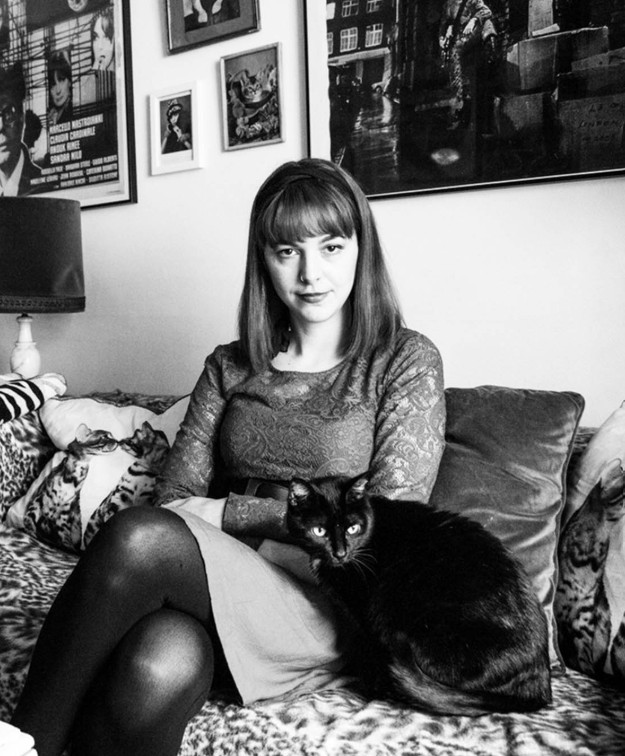
Cláudia R. Sampaio

Cláudia R. Sampaio (Lisboa, 1981) é uma poeta e pintora portuguesa. Colaborou em várias revistas e antologias de poesia, tendo vários livros de poesia publicados em Portugal e Brasil. 
Além da poesia, foi guionista de televisão e cinema. Nos últimos anos dedica-se igualmente às artes visuais, sendo uma das artistas residentes do Manicómio. 

## Biografia
Estudou Cinema na Escola Superior de Teatro e Cinema, mas abandonou para escrever. Em 2014 publicou o seu primeiro livro de poesia, Os dias da corja (Do Lado Esquerdo), e de seguida A primeira urina da manhã (Douda Correria) em 2015, Ver no escuro (Tinta-da-China), em 2016 e 1025mg (Douda Correria) em 2017. Em 2018 publica Outro nome para a solidão (Douda Correria) e no ano seguinte publica Já não me deito em pose de morrer (Porto Editora), uma antologia de poemas da autora selecionados por Valter Hugo Mãe. Neste livro, Valter Hugo Mãe classifica a poesia de Cláudia como "das mais contundentes da contemporaneidade". Ainda em 2019 é publicada no Brasil, onde a sua obra é reunida em  Inteira como um coice do universo, pela Edições Macondo.. 
Em 2019 integra o projeto Manicómio, um espaço dedicado a artistas com doenças mentais, ganhando visibilidade também como artista plástica. Através deste projeto, integrou a primeira delegação portuguesa a ser convidada pela Outsider Art Fair, a maior feira de arte outsider do mundo, em Nova Iorque, para expor a sua obra.
Em 2022, a Câmara Municipal de Lisboa convidou 48 autoras (cantautoras, poetas, escritoras), a escreverem uma frase alusiva à liberdade, Cláudia R. Sampaio foi uma delas. As 48 frases foram depois pintadas no chão da cidade no âmbito das comemorações dos 48 anos do 25 de Abril. 

## Obras
- A primeira urina da manhã, 2015, Douda Correria
- Ver no escuro, 2016, Tinta-da-China)
- 1025mg, 2017, Douda Correria
- Outro nome para a solidão, 2018, Douda Correria
- Já não me deito em pose de morrer, 2019, Porto Editora
- Inteira como um coice do universo, 2019, Edições Macondo